# Combat au large de Pusan
Guerre de Corée
Batailles
Offensive nord-coréenne :

(juin 1950 - septembre 1950)
- Pokpung
- Chuncheon
- Séoul (1re)
- Busan (navale)
- Chumunjin
- Osan
- Pyeongtaek
- Cheonan
- Chochiwon
- Daejeon
- Sangju
- Yongdong
- Hwanggan
- Notch
- Périmètre de Busan

Contre-offensive de l'ONU :

(septembre 1950 - octobre 1950)
- Incheon
- Bombardement de Pyongyang
- Pyongyang

Intervention chinoise :

(octobre 1950 - avril 1951)
- Onjong
- Unsan
- Chongchon (Wawon)
- Réservoir de Chosin
- Évacuation de Hŭngnam
- Séoul (3e)
- Twin-Tunnels
- Jipyeong-ri
- Imjin
- Kapyong

Impasse :

(août 1951 - juillet 1953)
- Crèvecœur
- Fleuve Han
- Opération Commando
- Maryang San
- Suncheon
- Barrage de Sui-Ho
- Triangle Hill
- le Crochet
- Fleuve Samichon
- Armistice de Panmunjeom

Post armistice :
- Raid sur la Maison Bleue
- Attaque de l'EC-121
- Incident du peuplier
- Infiltration de Gangneung
- Guerre du crabe

Le combat au large de Pusan fut livré le 25 juin 1950, le premier jour de la guerre de Corée, entre l'unique patrouilleur de la marine sud-coréenne alors en service, le PC-701 Pak Tu San (coréen : 백두산, s'écrit aussi Baekdusan), un ancien chasseur de sous-marin de la classe PC-461 construit en 1944 aux États-Unis de 52,7 mètres (173 pieds) entré à l'origine en service dans l'US Navy comme USS PC-823 (en) armé d'un canon de 3 pouces/50 calibres (calibre 76,2 mm) et de 6 mitrailleuses Browning M2 de 12,7 mm, commandé par l'officier Nam Choi Yong et disposant d'un équipage de 73 hommes et un navire de transport armé nord-coréen de 1 000 à 1 200 tonnes à 18 milles nautique au large de Pusan. 
Ce dernier est intercepté fortuitement de nuit alors qu'il s'apprêtait à débarquer 600 soldats de l'armée nord-coréenne sur les côtes sud-coréennes. Après un combat acharné, le transporteur est coulé.
Cet engagement est le premier combat entre navires de surface du conflit. 

## Déroulement du combat

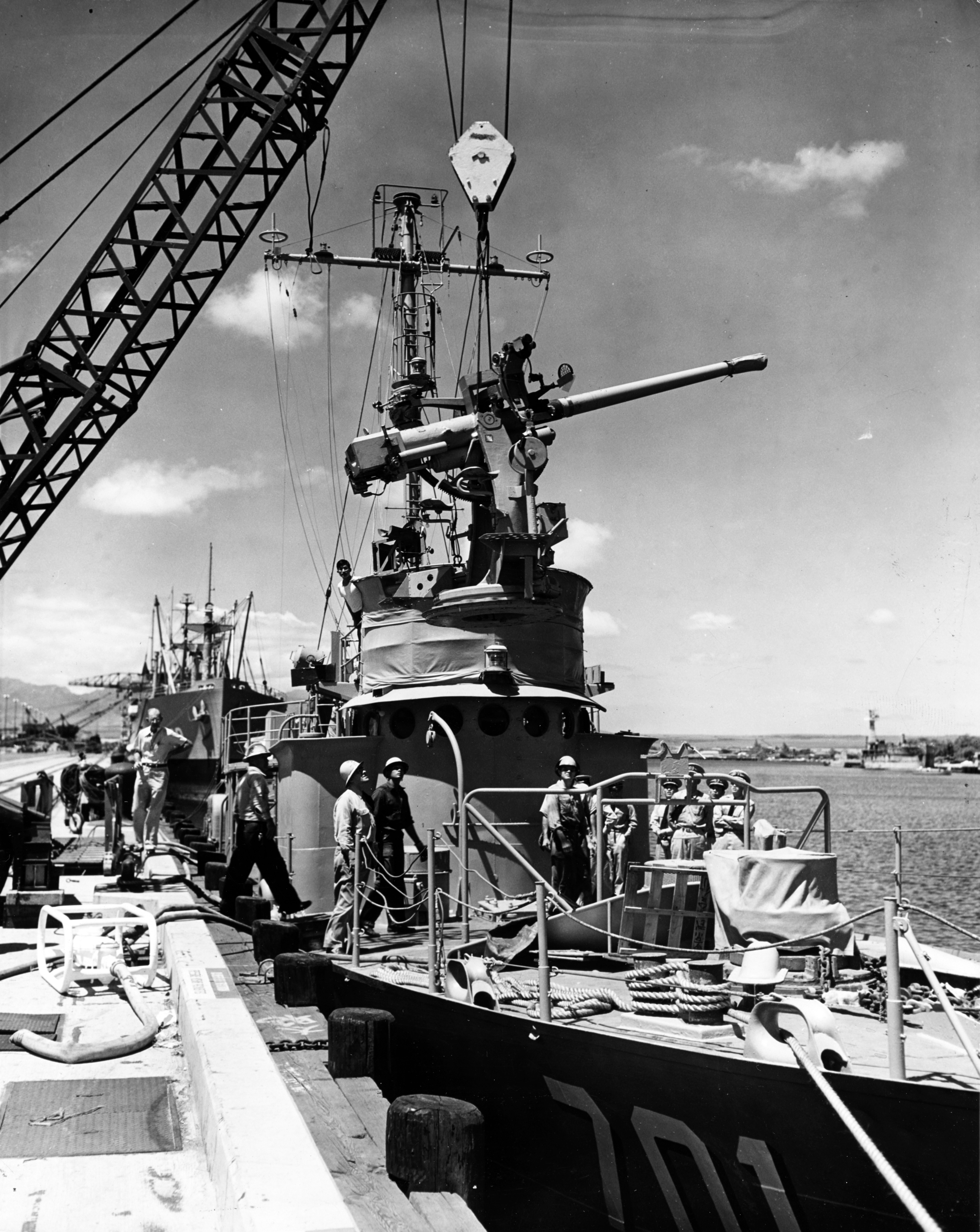
Réarmement du PC-701 en mars 1950 avant sa livraison à la Corée du Sud.

Dans la nuit du 25 au 26 juin 1950, sur la côte est de la Corée du Sud, le PC-701 avec deux dragueurs de mines ex-YMS-518 et YMS-512 patrouille contre les infiltrations venant du Nord sous le commandement tactique de l'officier Chai Yonu Nam. 
À une vingtaine de milles du port de Pusan, alors que le soleil vient de se coucher, de la fumée est observée sur l'horizon au nord de la position des trois navires. Comme le YMS-512 a des problèmes de moteur et ne pouvait faire que 8 nœuds, le PC-701 quitte la formation pour investiguer. 
Le PC-701 tente de contacter le navire nord-coréen avec une lampe à signaux et, ne recevant pas de réponse, éclaire l'intrus avec ses projecteurs. La lumière révèle un cargo sans pavillon avec 600 à 1 000 soldats estimés sur ses ponts. On saura plus tard qu'il s'agissait de 600 hommes du 3e bataillon du 766e régiment d'infanterie indépendant créé spécifiquement pour les opérations amphibies. Les mitrailleuses lourdes montées à l'arrière de ce navire ouvrent rapidement le feu. 
Des projectiles touchent la passerelle du PC-701 tuant le barreur et blessant grièvement l'officier de quart. Le patrouilleur riposte et, dans ce duel acharné d'une vingtaine de minutes, le cargo est coulé entre Pusan et l'île Tsushima.  
Sans la rencontre fortuite du PC-701 et les qualités de combat de son équipage, la Corée du Nord aurait pu débarquer avec succès des troupes dans le port de Pusan et s'en emparer vu le mauvais état de préparation au combat de celui-ci. 
Dans un tel cas, les forces alliées n'auraient pu prendre pied sur la péninsule, le périmètre de Busan demeurant à la suite de l'offensive générale la seule zone libre du pays et cela aurait empêché la contre-offensive américaine en Corée. Cette seule action navale pourrait bien avoir empêché la chute de la Corée du Sud.

## Commémoration
Lors du 60e anniversaire de ce combat en 2010, une réplique du navire nord-coréen fut coulé par des navires sud-coréen. Cet évènement est à mettre dans le contexte de l'incident de Baengnyeong où une corvette du Sud a été coulée par les forces du Nord le 26 mars 2010.